# Günter Henrich (Schachspieler)
Günter Henrich (* 4. April 1952; † 19. Februar 2008) war ein deutscher Fernschachspieler.

## Leben
Henrich erwarb den Titel eines Internationalen Meisters im Fernschach. Seit dem 1. Januar 2005 war er als Geschäftsführer Mitglied des Vorstandes im Deutschen Fernschachbund (BdF), für den er auch verschiedene Bücher verfasst hat. Henrich wohnte in Dortmund. In der Fernschach-Bundesliga spielte er beim SC Zitadelle Spandau.